# Phenaglycodol
Phenaglycodol (tên thương hiệu Acalmid, Acalo, Alterton, Atadiol, Felixyn, Neotran, Pausital, Remin, Sedapsin, Sinforil, Stesil, Ultran)  là một loại thuốc được mô tả như một thuốc an thần hoặc thuốc an thần trong đó có giải lo âu và đặc tính chống co giật. Nó có liên quan về cấu trúc và dược lý với meprobamate, mặc dù nó không phải là carbamate.

## Tổng hợp

Jack Mills "2-chlorophenyl-3-methyl-2, 3-butanediols" (1957 cho Eli Lilly Co.).

p -Chloroacetophenone và NaCN được phản ứng với nhau để tạo ra cyanohydrin tương ứng (tổng hợp Strecker cf). Nhóm cyano sau đó được hydrat hóa trong axit với amit tương ứng, do đó p -chloro atrolactamide (4) được hình thành. Nhóm amide sau đó được thủy phân thêm với lượng nước tương đương thứ 2 trong dung dịch kiềm cô đặc thành axit atrolactic p -chloro (5); sau đó được ester hóa thành Ethyl p -chloroatrolactate (6). Cuối cùng, bổ sung nucleophilic một vài tương đương MeMgI được thêm vào este cho tinh thể Phenaglycodol (7).